# Ust-Donezki
Ust-Donezki (russisch Усть-Доне́цкий) ist eine Siedlung städtischen Typs in der Oblast Rostow (Russland) mit 11.817 Einwohnern (Stand 14. Oktober 2010).

## Geographie
Die Siedlung liegt etwa 100 km ostnordöstlich des Oblastverwaltungszentrums Rostow am hohen rechten Ufer des Sewerski Donez, etwa fünf Kilometer oberhalb von dessen Mündung in den Don.
Ust-Donezki ist Verwaltungszentrum des gleichnamigen Rajons Ust-Donezki.

## Geschichte
Ust-Donezki geht auf einen Weiler (chutor) zurück, der als Aussiedlung der unweit, damals am Donez-Arm Suchoi Donez („Trockener Donez“) gelegenen Staniza Kotschetowskaja (heute am rechten Don-Ufer) entstanden war und 1837 erstmals erwähnt wurde. Der Weiler war unter den Namen Chrestzy, Christowski oder Krestowski, zuletzt auch Kresty bekannt.
Im Zusammenhang mit dem Bau eines Flusshafens am Sewerski Donez entstand dort um 1960 eine größere Siedlung, der 1961 der Status einer Siedlung städtischen Typs unter dem heutigen Namen verliehen wurde. Die Bezeichnung bezieht sich auf die Lage unweit der Donezmündung (russisch ustje für ‚Mündung‘).

### Bevölkerungsentwicklung
| Jahr | Einwohner |
| ---- | --------- |
| 1970 | 5.077     |
| 1979 | 6.749     |
| 1989 | 10.008    |
| 2002 | 11.374    |
| 2010 | 11.817    |

Anmerkung: Volkszählungsdaten

## Wirtschaft und Infrastruktur
Bedeutende Unternehmen der Siedlung sind der südwestlich gelegene Flusshafen an einem Arm des Sewerski Donez sowie die dortige Reparaturwerft. Außerdem gibt es seit 2003 eine Textilfabrik (Gloria Jeans).
Ust-Donezki ist Endpunkt einer 68 km langen, elektrifizierten Eisenbahnstrecke von der Station Gornaja (an der Hauptstrecke Moskau – Rostow zwischen Krasny Sulin und Schachty), die im Zusammenhang mit dem Bau des Flusshafens errichtet wurde und von der Nordkaukasischen Eisenbahn betrieben wird. Nördlich am Ort führt die Regionalstraße vorbei, die Schachty rechts des Don mit Zimljansk verbindet.